# Altica impressicollis
Altica impressicollis är en skalbaggsart som först beskrevs av Reiche 1862.  Altica impressicollis ingår i släktet Altica, och familjen bladbaggar. Arten har ej påträffats i Sverige.